# Godelaib
Godelaib (zm. 808) – książę obodrzycki, przez niektórych historyków uważany za brata Drożka.
Imię jego jest imieniem germańskim w postaci dolnoniemieckiej pochodzącym od nordyjskiego Godleifr. Wysunięto przypuszczenie, że miano to może być zwykłym tłumaczeniem słowiańskiego Bogusława.
W 808 roku po opuszczeniu kraju przez Drożka, został wzięty do niewoli przez wojska władcy południowojutlandzkiego Godfreda, który zaatakował obszary plemienne Obodrzyców, a następnie z rozkazu tego ostatniego stracony. Nie wiadomo, czy został wybrany na następcę Drożka, czy przewodził tylko jednemu z plemion pozostającemu wcześniej w zależności.